# Levigatrice a contatto
La levigatrice a contatto è una macchina utensile che esegue la levigatura con carta vetrata dei manufatti in legno, generalmente pannelli in truciolare o MDF impiallacciati, prima delle operazioni di verniciatura.

## Descrizione e uso
È generalmente composta da un basamento che monta sulla parte alta i gruppi a levigare e sulla parte bassa il nastro trasportatore o tappeto per l'avanzamento del pezzo. La levigatrice a contatto può avere uno o più gruppi levigatori, muniti di nastri in carta vetrata. Il nastro è tenuto in tensione sulla parte superiore da un cilindro in acciaio e in basso da un cilindro anch'esso in acciaio o rivestito in gomma che imprime anche il movimento al nastro. 
La parte inferiore del nastro viene a contatto con il pezzo da levigare.
Il pezzo da levigare viene appoggiato sul nastro trasportatore, regolabile in altezza, che lo porta sotto i nastri in carta vetrata per essere levigato.
La macchina inoltre è sempre provvista di un sistema di aspirazione delle polveri di lavorazione.